# Rhipidure perlé
Rhipidura perlata
Espèce
Statut de conservation UICN

 LC  : Préoccupation mineure
Le Rhipidure perlé (Rhipidura perlata) est une espèce de passereaux de la famille des Rhipiduridae.

## Distribution
On le trouve à Brunei, en Indonésie, Malaisie et Thaïlande.

## Habitat
Il habite les forêts humides tropicales et subtropicales en plaine.